# Labergement-Sainte-Marie
Labergement-Sainte-Marie település Franciaországban, Doubs megyében. Lakosainak száma 1257 fő (2022. január 1.). Labergement-Sainte-Marie Malpas, Remoray-Boujeons, Rochejean, Saint-Antoine, Saint-Point-Lac, Vaux-et-Chantegrue, Brey-et-Maison-du-Bois, Fourcatier-et-Maison-Neuve és Malbuisson községekkel határos.

## Népesség
A település népességének változása:
| Lakosok száma | 463  | 702  | 864  | 1008 | 1161 | 1160 | 1198 | 1221 | 1218 | 1257 |
|               | 1968 | 1982 | 1990 | 2006 | 2013 | 2015 | 2017 | 2019 | 2020 | 2022 |